# Lora del Río (Gerichtsbezirk)
Der Gerichtsbezirk Lora del Río ist einer der 15 Gerichtsbezirke in der Provinz Sevilla.
Der Bezirk umfasst 10 Gemeinden auf einer Fläche von 1.043,40 km² mit dem Hauptquartier in Lora del Río.

## Gemeinden
| Gemeinde                    | Einwohner (2024) | Fläche km² | Dichte Einw./km² | Cod INE | Postleitzahl |
| --------------------------- | ---------------- | ---------- | ---------------- | ------- | ------------ |
| Alcolea del Río             | 3.279            | 50,02      | 66               | 41006   | 41449        |
| Brenes                      | 12.883           | 21,45      | 601              | 41018   | 41310        |
| La Campana                  | 5.132            | 126,09     | 41               | 41022   | 41429        |
| Cantillana                  | 10.728           | 107,70     | 100              | 41023   | 41320        |
| Lora del Río                | 18.189           | 293,69     | 62               | 41055   | 41440        |
| Peñaflor                    | 3.670            | 82,89      | 44               | 41074   | 41470        |
| La Puebla de los Infantes   | 2.927            | 154,23     | 19               | 41078   | 41479        |
| Tocina                      | 9.373            | 15,56      | 602              | 41092   | 41340        |
| Villanueva del Río y Minas  | 5.033            | 150,70     | 33               | 41099   | 41350        |
| Villaverde del Río          | 7.794            | 41,07      | 190              | 41101   | 41318        |
| Gerichtsbezirk Lora del Río | 79.008           | 1.043,40   | 76               | –       | –            |